# Wilson Palacios
Wilson Palacios   (la Ceiba, 29 de juliol de 1984) és un exfutbolista hondureny de la dècada de 2000.
Fou 97 cops internacional amb la selecció d'Hondures.
Pel que fa a clubs, destacà a Tottenham Hotspur FC i Stoke City FC.